# Uru Katshel
| Tibetische Bezeichnung                    |
| ----------------------------------------- |
| Tibetische Schrift: དབུ་རུ་ཀ་ཚལ།            |
| Wylie-Transliteration: dbu ru ka tshal    |
| Andere Schreibweisen: Uru Katshal, Katsel |
| Chinesische Bezeichnung                   |
| Traditionell: 嘎則寺                      |
| Vereinfacht: 嘎则寺                       |
| Pinyin:Gázé sì                            |

Uru Katshel (tib.: dbu ru ka tshal) ist ein Kloster des tibetischen Buddhismus im Kreis Maizhokunggar (Meldro Gongkar) (mal gro gung dkar rdzong) des Stadtbezirks Lhasa im Autonomen Gebiet Tibet der Volksrepublik China. Es befindet sich rund 80 Kilometer nordöstlich des Stadtkerns von Lhasa an der Mündung des Maizhoma Chu (mal gro ma chu) in den Fluss Lhasa He.

## Gründungslegende
Uru Katshel ist ein auf einen der ältesten buddhistischen Tempel zurückgehendes Kloster Tibets. Es soll im 7. Jahrhundert unter Songtsen Gampo als einer von insgesamt zwölf geomantischen (Feng Shui) Tempeln genannt „Thadül“ (tib.: mtha' 'dul) und „Yangdül“ (tib.: yang 'dul) errichtet worden sein, mit denen die riesige Dämonin Sinmo (tib.: srin mo) gezähmt werden sollte. Uru Katshel stand hierbei auf der rechten Schulter Sinmos, Thradrug in Nêdong Dzong auf ihrer linken Schulter und der Jokhang in Lhasa auf ihrem Herzen.
Im 14. Jahrhundert wurde der alte Tempel von Drigung Bama Rinpoche Phüntsog (tib.: 'bri gung ba ma rin po che phun tshogs) in ein Kloster der Drigung-Kagyüpa (tib.: 'bri gung bka' brgyud pa) integriert bzw. umgewandelt.